# إسماعيل كريمي
إسماعيل كريمي (ولد في 1 مارس 1961) رجل أعمال بحريني.

## النشأة والتعليم
كريمي من مواليد 1 مارس 1961.
تخرج من مدرسة الهداية الخليفية الثانوية. حاصل على شهادة البكالوريوس في تقنية الكمبيوتر من جامعة سانت أندروز في أوستن بولاية تكساس بالولايات المتحدة. حاصل على درجة الماجستير في إدارة الأعمال.

## المسيرة المهنية
انضم إلى سيتي بنك حيث عمل لمدة 7 سنوات في مختلف الإدارات فيه وتقلد مناصب رئاسة تطوير البرمجيات والخزينة وإدارة المخاطر.
انضم إلى شركة طيران الخليج في أبريل 1994. ساهم في عدة صفقات تمويلية ناجحة لشركة طيران الخليج. يمتلك خبرة كبيرة تمتد لأكثر من 20 عاما في المجال المصرفي والطيران. في 5 أغسطس عين كريمي نائبا للرئيس التنفيذي للشركة.
في 1 ديسمبر 2021 عين عضو في فريق عمل لدراسة مخططات المدن الجديدة التابع للجنة العليا للتخطيط العمراني الذي يهدف إلى مراجعة ودراسة المخططات العامة للمدن المزمع تطويرها وهي فشت الجارم وجزيرة سهيلة وفشت العظم وخليج البحرين وجزر حوار وتقييم مخرجات التصاميم المبدئية وإبداء الملاحظات والآراء الفنية من الناحية التخطيطية والاقتصادية والاجتماعية والبيئية واقتراح خطة التنفيذ والإجراءات اللازمة لإعداد المخططات التفصيلية.

## الحياة الشخصية
متزوج وله ابن وبنت (علي ومريم).